# Angelina Grimké
Angelina Emily Grimké Weld (Charleston, Carolina del Sud, 20 de febrer de 1805 – Hyde Park, Massachusetts, 26 d'octubre de 1879) fou una activista pels drets de les dones i sufragista americana. I tot i que es va criar en una plantació d'esclaus, Angelina Grimké va ser una fervent escriptora i oradora abolicionista.
Juntament amb la seva germana, Sarah Grimké, és l'única dona del sud de pell blanca que formava part del moviment abolicionista. Weld es va unir a la seva germana a Filadèlfia el 1829 i es va convertir al quàquerisme. El 1836, Grimké va enviar una carta a William Lloyd Garrison que va ser publicada al seu diari contrari a l'esclavitud, i el maig de 1838 va fer un discurs abolicionista a Filadèlfia amb un públic hostil que llançava pedres i cridava fora de l'edifici. Els discursos i assajos que va fer en aquest període de 1836 a 1838 eren arguments incisius per a acabar amb l'esclavitud i progressar en els drets de les dones.
A partir de la teoria dels drets naturals (tal com s'estableix a la Declaració d'Independència), la Constitució dels Estats Units, les creences cristianes a la Bíblia i els seus propis records d'infantesa sobre l'esclavitud cruel i el racisme al Sud, Grimké va clamar contra la injustícia de negar la llibertat a qualsevol home o dona. Quan van ser desafiades per parlar en públic en audiències mixtes d'homes i dones el 1837, ella i la seva germana Sarah van defensar ferotgement el dret de les dones a fer discursos i a participar en el discurs polític.
El maig de 1838, Angelina es va casar amb Theodore Dwight Weld, un destacat abolicionista. Van viure a Nova Jersey amb la seva germana Sarah i van criar tres fills, Charles Stuart (1839), Theodore Grimké (1841) i Sarah Grimké Weld (1844). Es guanyaven la vida dirigint dues escoles, aquesta última situada a la comunitat utòpica de Raritan Bay Union. Un cop acabada la Guerra Civil, la família Grimké-Weld es va traslladar a Hyde Park, Massachusetts, on van passar els seus últims anys. Angelina i Sarah, van ser actives a l'Associació de Sufragi Femení de Massachusetts.

## Obres
Dues de les obres més notables de Grimke van ser el seu assaig An Appeal to the Christian Women of the South (Crida a les dones cristianes del Sud), i les seves cartes a Catharine Beecher. La seva Crida va ser publicada per l'American Anti-Slavery Society el 1836 i instava les dones del sud a unir-se al moviment antiesclavista.
L'estil de l'assaig és molt personal, i fa servir afirmacions simples i fermes per transmetre les seves idees. L'assaig és únic també en el sentit històric perquè és l'únic registre d'una dona del sud que va escriure a altres dones del sud respecte a l'abolició de l'esclavatge.